# 12257 Lassine
12257 Lassine este un asteroid din centura principală de asteroizi.

## Descriere
12257 Lassine este un asteroid din centura principală de asteroizi. A fost descoperit pe 3 aprilie 1989 la Observatorul La Silla de Eric Walter Elst. El prezintă o orbită caracterizată de o semiaxă mare de 2,54 ua, o excentricitate de 0,13 și o înclinație de 13,5° în raport cu ecliptica.